# Parc naturel du lac Cirišs
Le Parc naturel du lac Cirišs (en letton: Dabas parks “Cirīša ezers”) est un parc naturel en Lettonie situé en Latgale dans la municipalité d'Aglona. Le site s'étend sur 12,97 km2 autour des lacs Cirišs et Ruskuļi dans les Collines de Latgale.  Le parc fait l'objet d'une protection depuis 1977.
La profondeur moyenne du lac Cirīšs est de 5 m et sa profondeur maximale est de 10,5 m. On dénombre 8 îles sur  le lac Cirišs. Elles abritent 349 espèces de plantes vasculaires au total, dont 4 sont particulièrement protégées.  Les plus grandes d'entre elles sont Upursala et l'île de Kalna qui s'élève à 20 mètres au-dessus du lac. Les autres îles du lac, Oshu ou Jokstu, Liepu, Alksnya, Petite Alchnya, Laiviņi, Akmena, Jaunai sala ont également le statut de réserve naturelle.
Le nom de l'île Upursala signifie en letton « l’île sacrificielle ». Il s'agirait d'un ancien et important sanctuaire païen.
Le parc naturel appartient au réseau Natura 2000 qui rassemble des sites naturels ou semi-naturels de l'Union européenne ayant une grande valeur patrimoniale.